# E45

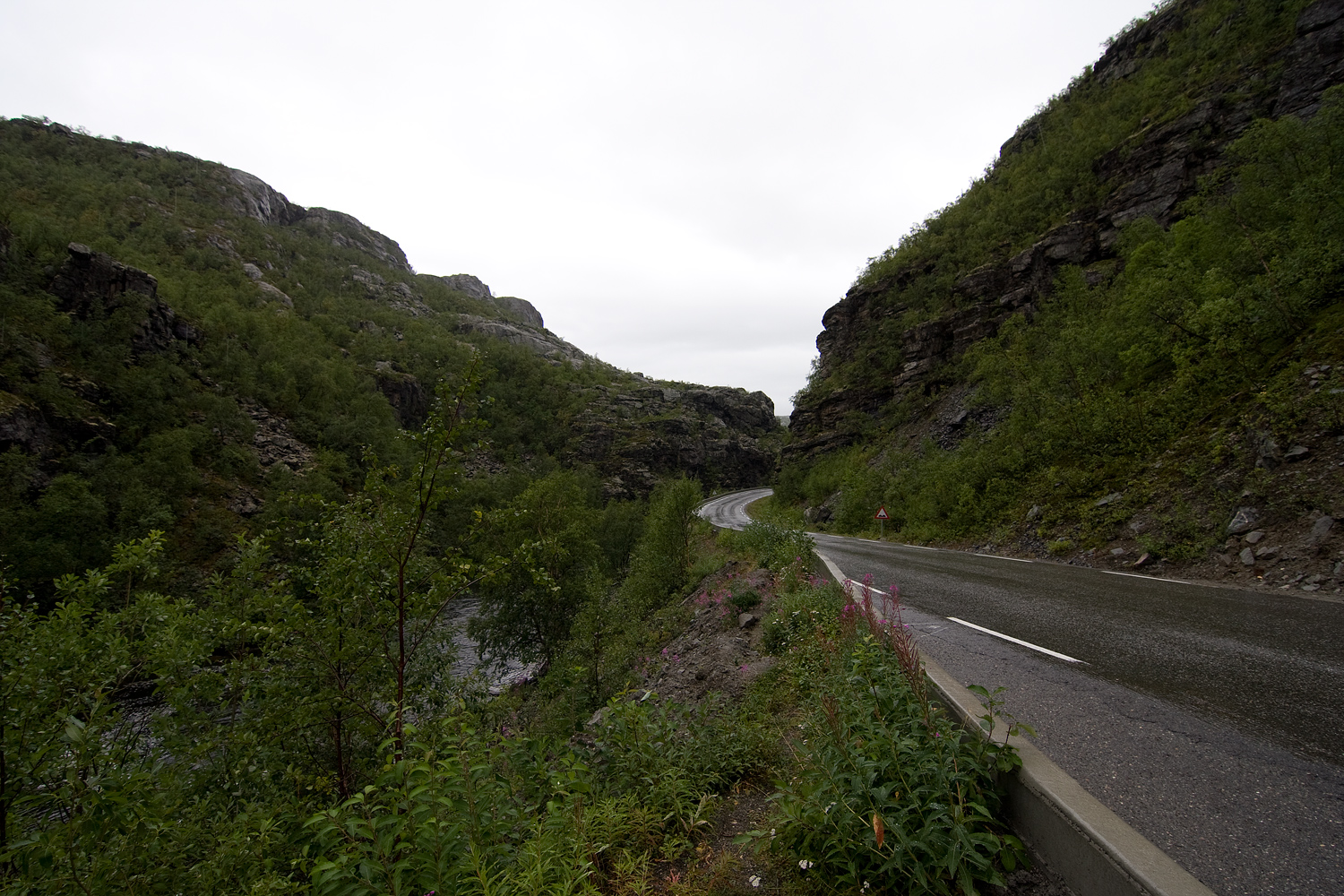
Den nordligaste delen av E45, mellan Alta och Kautokeino, går genom fjällbjörkskog. Nära Alta finns en 10 km sträcka som är de smalaste på hela E45. Norge lovade i ansökan att förbättra den, vilket dock skjutits på några år.

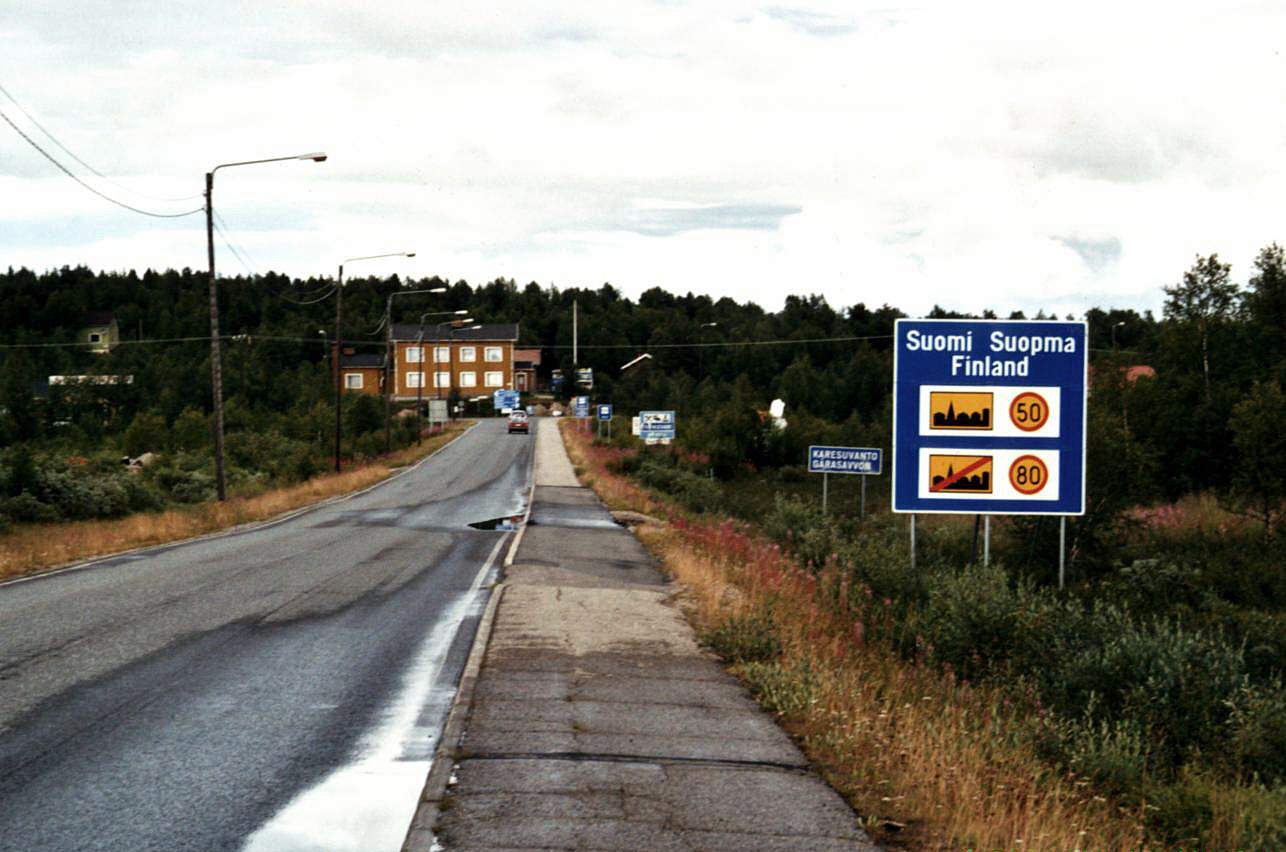
E45 i Karesuvanto efter gränsbron mot Sverige.

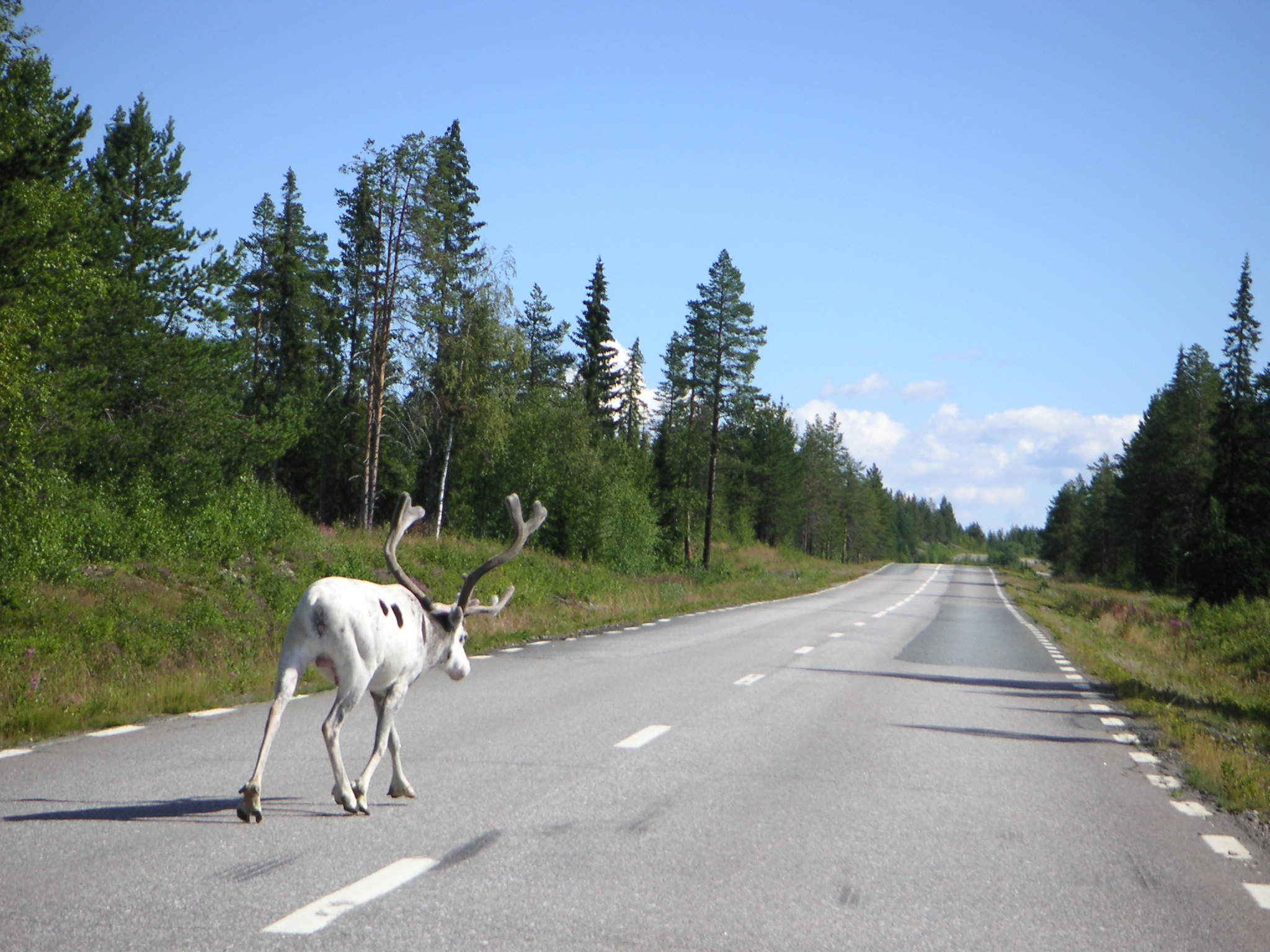
E45 mellan Sorsele och Slagnäs.

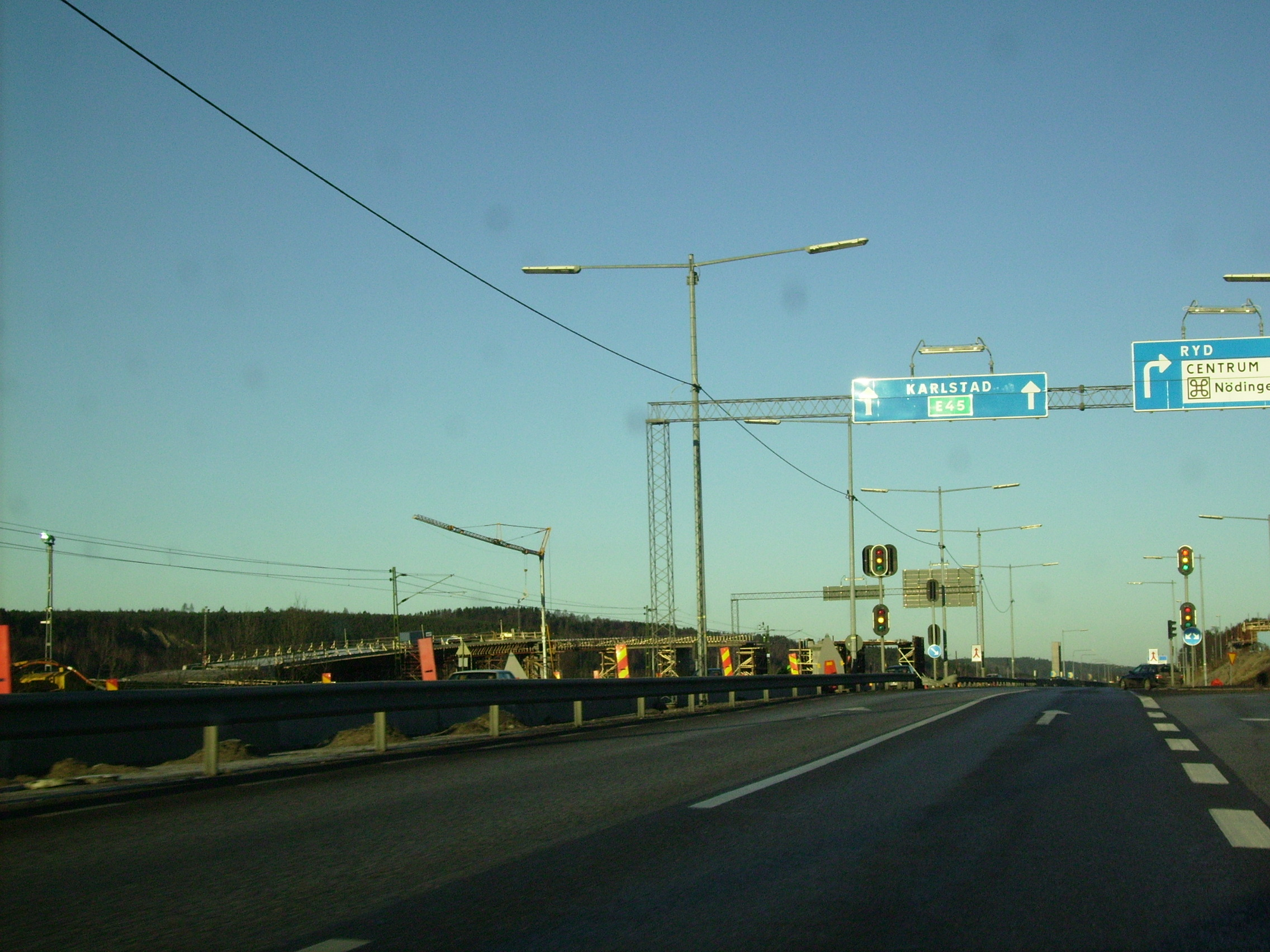
Ombyggnation av E45 vid Nödinge, i början av januari 2009.

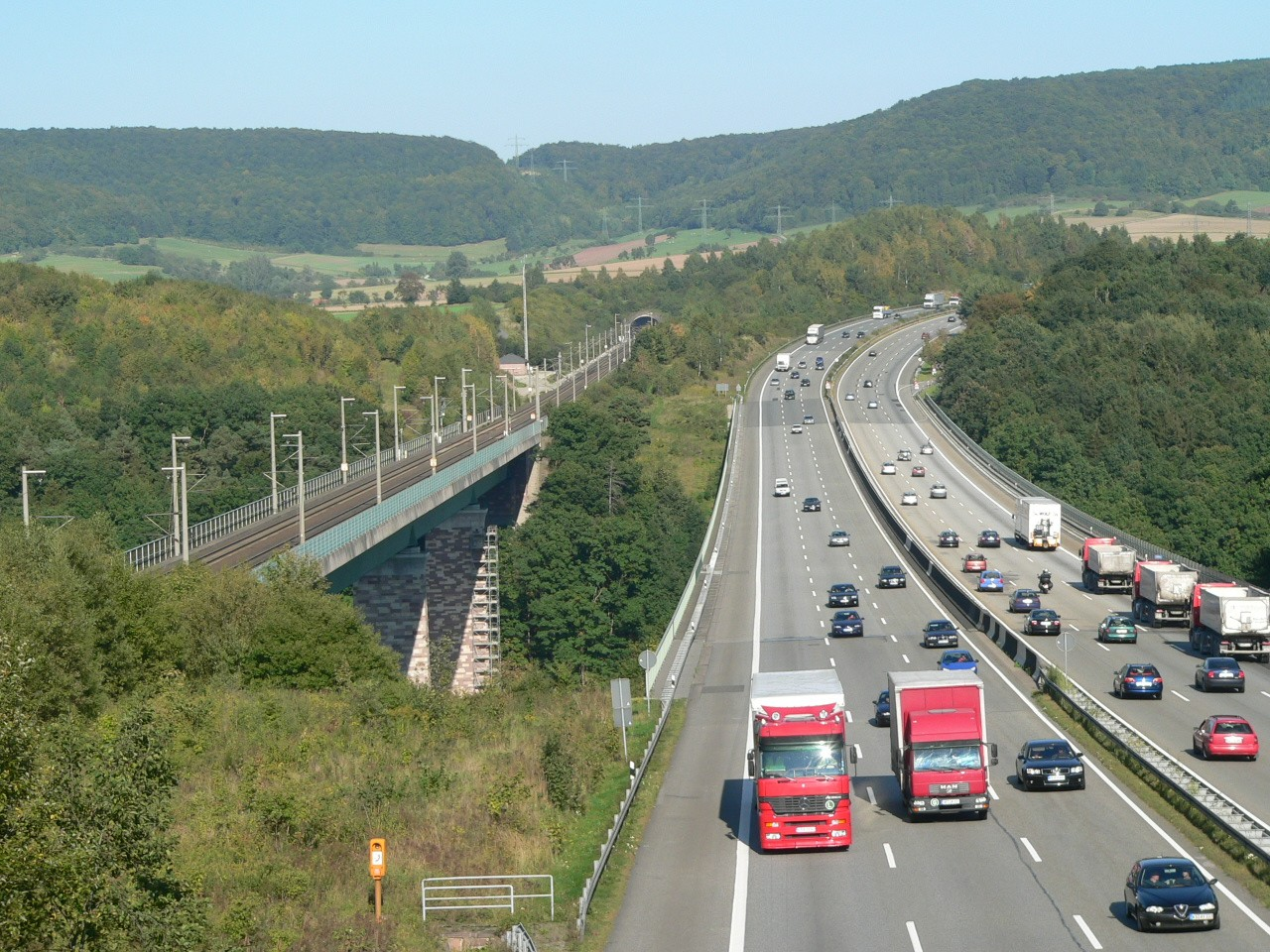
E45 norr om Kassel i Tyskland.

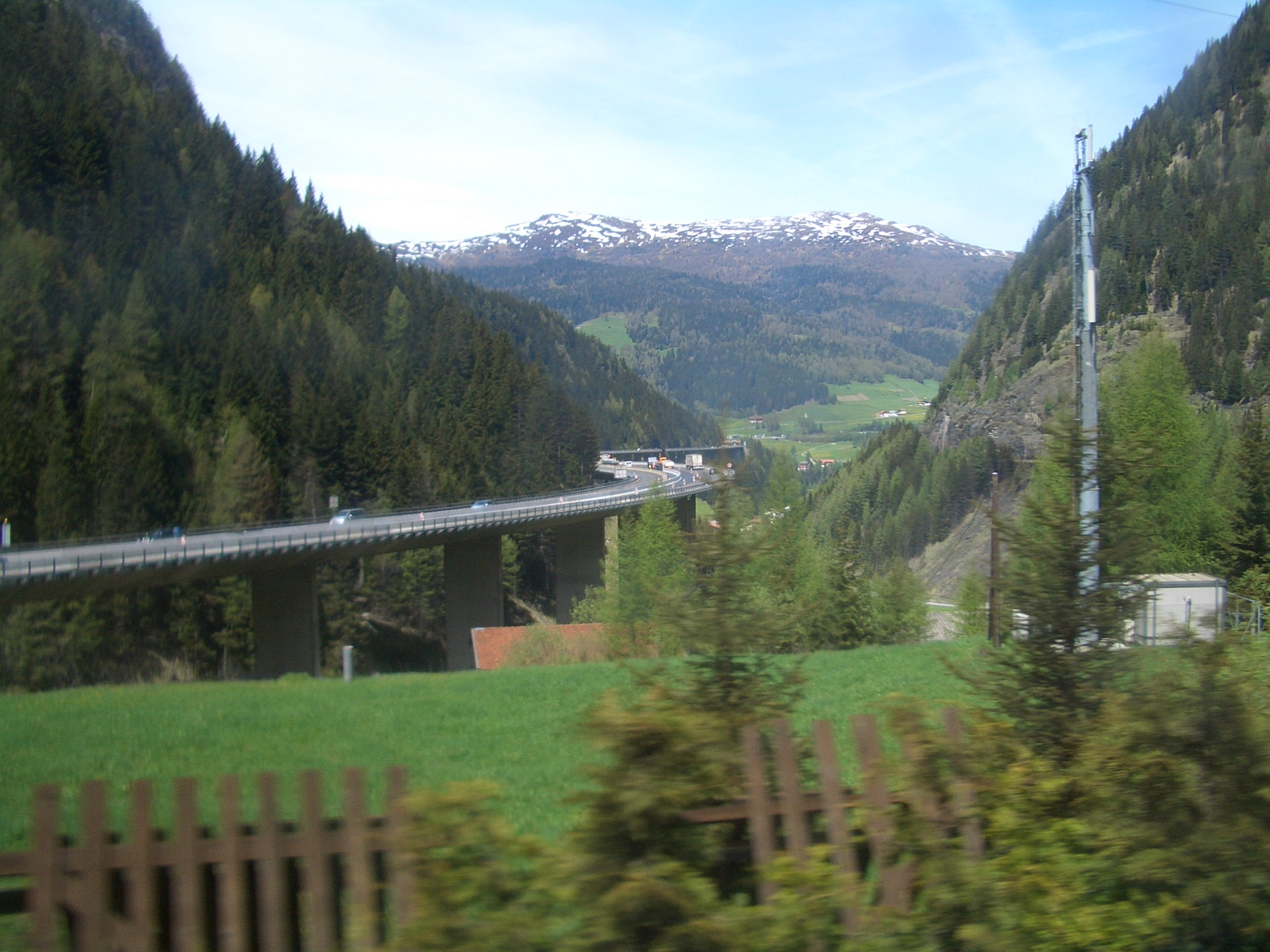
E45 söder om Brennerpasset, Italien.

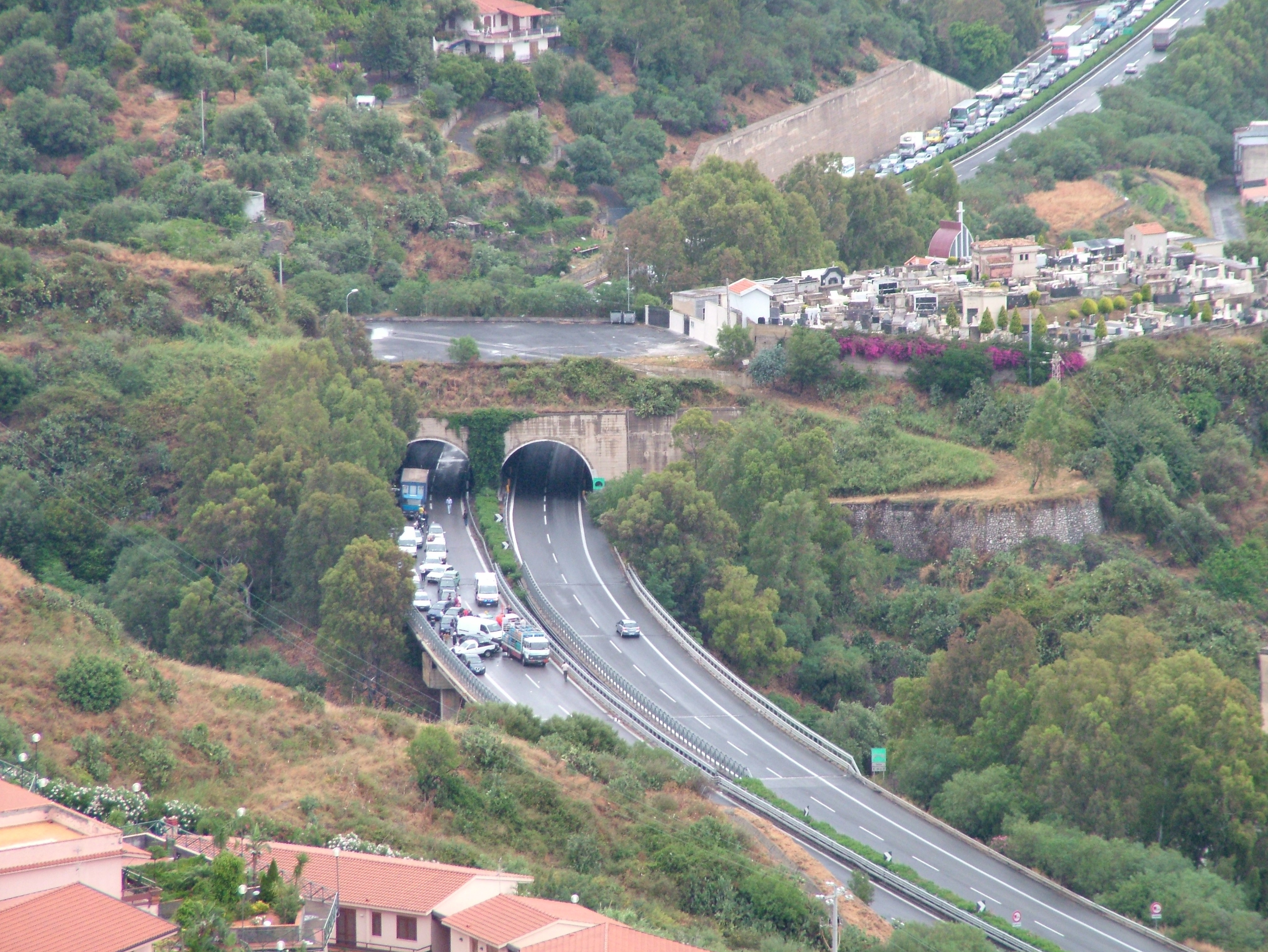
E45 söder om Messina.

E45 eller Europaväg 45 är en europaväg som börjar i Alta i Norge och slutar i Gela på Sicilien i Italien. Den är cirka 5 190 kilometer lång. 

## Sträckning
Alta–Kautokeino–(gräns Norge/Finland)–Hetta–Palojoensuu–Karesuvanto–(gräns Finland/Sverige)–Karesuando–Gällivare–Jokkmokk–Storuman–Östersund–Mora–Malung–Torsby–Grums–Trollhättan–Göteborg–(färja, gräns Sverige/Danmark)–Frederikshavn–Århus–(gräns Danmark/Tyskland)–Flensburg–Hamburg–Hannover–Kassel–Nürnberg–München–(gräns Tyskland/Österrike)–Innsbruck–Brennerpasset–(gräns Österrike/Italien)–Bolzano–Verona–Bologna–Neapel–Villa San Giovanni–(färja)–Messina–Gela
Trots att vägen är så pass lång går den enbart genom länder som deltar i Schengensamarbetet. Det finns därför inga gränskontroller vid gränserna längs med hela E45, undantaget eventuella tillfälliga sådana.

## Förlängning norr om Göteborg
Den svenska regeringen väckte i början av 2005 tanken på att förlänga E45 igenom Sverige från Göteborg till Karesuando och därmed ta över tidigare riksväg 45:s sträckning. Detta skedde efter åratal av förslag från olika håll om detta. Ansökan skrevs i juni och den 18 oktober 2005 beslutade en arbetsgrupp inom UNECE att bifalla förslaget. Förslaget vann enligt konventionens regler laga kraft i juli 2006. Underskriften centralt hos FN dröjde till september, och började formellt gälla i november. E45 blev därmed den längsta nord-sydliga europavägen, nästan 5 000 kilometer lång. (De öst-västliga vägarna E30, E40 och E80 är längre).
En invigningsceremoni av sträckan mellan Karesuando och Göteborg med infrastrukturministern, UNECE:s representant, flera landshövdingar och Vägverkets generaldirektör hölls i Göteborg den 24 november 2006. Ceremonin skedde på Stena Lines tysklandsfärja Stena Germanica. Omskyltningen beräknades kosta omkring 20 miljoner kronor och utfördes under perioden maj-oktober 2007.
E45 förlängdes vidare norrut 5 december 2017, från Karesuando via genom Finland och Kautokeino till Alta i Norge. Förslaget väcktes av lokala politiker efter den svenska förlängningen. Norska samferdselsministern uttalade augusti 2007 stöd för förslaget . Liksom för den svenska förlängningen handlade det bara om namnbyte, inte vägförbättring. Efter att inte så mycket hänt under flera år ansökte Norge och Finland år 2016 hos UNECE om en förlängning Karesuando-Kaaresuvanto-Palojoensuu-Hetta-Kautokeino-Alta, vilket blev godkänt. Det trädde i kraft hos UNECE den 5 december 2017, och med skyltning i Norge den 9 februari 2018. I Finland följs regionalväg 959 (den enda finska regionalvägen längs europavägarna), riksväg 21 och stamväg 93.

## Anslutningar
Europaväg 45 ansluter till eller korsar följande europavägar:
| - E6 - E8 - E10 - E12 - E14 - E16 - E18 - E6 - E20 - E39 - E22 - E234 - E30 - E331 |  | - E40 - E48 - E43 - E51 - E56 - E50 - E52 - E50 - E52 - E552 - E54 - E533 - E60 - E641 |  | - E70 - E35 - E78 - E80 - E841 - E842 - E847 - E844 - E848 - E90 - E932 - E931 |

## Standard
E45 är motorväg förbi Segmon (Sverige, 5 kilometer), mellan Trollhättan och Surte (Sverige, 50 kilometer), mellan Frederikshavn och Cesena (Italien, 1 920 kilometer), samt mellan norr om Rom till Reggio di Calabria (760 kilometer), samt Messina - Catania (110 kilometer). Se följande artiklar om dessa sträckor:
| - E45 (Sverige) - E45 (Danmark) - A7 (motorväg, Tyskland) - A3 (motorväg, Tyskland) - A9 (motorväg, Tyskland) - A8 (motorväg, Tyskland) - A93 (motorväg, Tyskland) |  | - A12 (motorväg, Österrike) - A13 (motorväg, Österrike) - A22 (motorväg, Italien) - A14 (motorväg, Italien) - A1 (motorväg, Italien) - A3 (motorväg, Italien) - A18 (motorväg, Italien) |

Mellan Cesena och norr om Rom är det fyrfältsväg kallad "3bis", vilket innefattar skilda körbanor och minst 2+2 körfält hela vägen mellan Frederikshavn och Messinasundet.
I övrigt, inte minst hela sträckan Alta–Grums, är det vanlig 1+1 landsväg utan mitträcke, med enstaka sträckor 2+1 med mitträcke.
De längsta broarna är:
- Hochstraße Elbmarsch, Tyskland, 4258 m
- Viadotto Bolzano, Italien, 2580 m
- Luegbrücke, Österrike, 1837 m
- Vejlefjordbroen, Danmark, 1710 m
- Rader Hochbrücke, Tyskland, 1498 m
- Stallbackabron, Sverige, 1392 m

De längsta tunnlarna är:
- Landecker Tunnel, Österrike, 6955 m
- Serra Rotonda, Italien, 3800 m
- Nya Elbetunneln, Tyskland, 3325 m
- Götatunneln, cirka 1600 m, på väg att förlängas

## Färjor
E45 går Färjelinjen Göteborg–Frederikshavn. År 2005 trafikerade Stena Line sträckan med cirka åtta dubbelturer per dag, fyra färjor fanns, en stor passagerar-/bilfärja, en mindre passagerar-/bilfärja, en snabbgående passagerar-/bilfärja, och en ren lastbils-/tågfärja. 
Över Messinasundet i Italien får man också åka färja. Denna färja har hög turtäthet och tar runt en halvtimme. Det har funnits planer att bygga en bro, Messinabron, över sundet som skulle innebära världens klart längsta hängbrospann. Byggstart har skjutits upp på obestämd framtid.